# 337002 Robertbodzon
337002 Robertbodzon este un asteroid din centura principală, descoperit pe 25 octombrie 2005, de Spacewatch.